# Lesley Hunt
Lesley Hunt (Perth, 29 de mayo de 1950) es una extenista australiana.

## Carrera
En su carrera como tenista, Hunt ganó un doble título en el WTA Tour  en diciembre de 1970 con el equipo australiano en la Copa de la Federación de 1971 a través de una victoria final de 3-0 sobre Gran Bretaña.
En 1971 estuvo junto a Joy Emerson en la doble final del Abierto de Australia; perdieron 0: 6 y 0: 6 contra Margaret Court / Evonne Goolagong. En dobles, llegó a las semifinales de un torneo de Grand Slam tres veces más: en 1971 en el Abierto de Francia y en 1972 y 1974 en el Abierto de Estados Unidos. Además, hizo dos semifinales en Mixto, en 1972 y 1976 en el US Open.

## Victorias en torneos

### Dobles
| No      | Fecha                   | Torneo           | Categoría         | Superficie | Pareja         | Oponentes finales              | Resultado  |
| ------- | ----------------------- | ---------------- | ----------------- | ---------- | -------------- | ------------------------------ | ---------- |
| Primero | 26 de noviembre de 1978 | WTA Christchurch | Serie WTA Colgate | Césped     | Estados Unidos | Katja Ebbinghaus Sylvia Hanika | 6: 1, 7: 5 |

## Enlaces web
- Perfil oficial de la WTA para Lesley Hunt (en inglés)
- Perfil oficial de la ITF para Lesley Hunt (en inglés)
- Perfil oficial de la Copa Billie Jean King para Lesley Hunt (archivado)

- Datos: Q441468